# ديبوديلوس زكرياي
ديبوديلوس زكرياي (الاسم العلمي: Dipodillus zakariai) أو عضلان قرقنة هو نوع من القوارض. هو عضلان من فصيلة الفأريات.

البعض لا يفرقه مع اليربوع الصغير ذو الذيل القصير (الاسم العلمي: جيربيلوس سيموني أو Gerbillus simoni).

## المنشور الأصلي
- كوكروم، ت. فوغان، ب. فوغان، A Review of North African Short-tailed Gerbils (Dipodillus) With Description of a New Taxon from Tunisia، مجلة Mammalia، سنة 1976، 40:2، الصفحات 313-326.

## روابط خارجية
- (بالإنجليزية) مصدر أنواع الثدييات في العالم: Dipodillus (Dipodillus) zakariai Cockrum, Vaughn, and Vaughn, 1976.
- (بالفرنسية) مصدر نظام المعلومات التصنيفية المتكامل: Dipodillus zakariai.
- (بالإنجليزية) مصدر أنيمال ديفرستي ويب: Dipodillus zakariai.